# Râul Rasova, Dunăre
Râul Rasova este un curs de apă, afluent al Dunării. 

## Hărți
- Harta Județului Constanța